# غاليغو
غاليغو (بالإسبانية: Francisco Fernández Rodríguez)‏ (مواليد 4 مارس 1944) هو لاعب كرة قدم. يلعب مع منتخب إسبانيا لكرة القدم. سبق له أن لعب في كأس العالم لكرة القدم مع منتخب بلاده.

## روابط خارجية
- غاليغو على موقع الاتحاد الدولي (مؤرشف)  (الإنجليزية)
- غاليغو على موقع قاعدة بيانات كرة القدم.إي يو (الإنجليزية)
- غاليغو على موقع ناشيونال فوتبول تيمز (الإنجليزية)